# Sărneț, Dobrici
Sărneț (în bulgară Сърнец, în română Carageat) este un sat în comuna Tervel, regiunea Dobrici, Dobrogea de Sud, Bulgaria. 
Între anii 1913-1940 a făcut parte din plasa Curtbunar a județului Durostor, România.

## Demografie
Componența etnică a satului Sărneț
     Turci (15,9%)
     Bulgari (14,09%)
     Romi (46,81%)
     Nicio identificare (23,18%)
La recensământul din 2011, populația satului Sărneț era de 220 locuitori. Nu există o etnie majoritară, locuitorii fiind romi (46,81%), turci (15,9%) și bulgari (14,09%). Pentru 23,18% din locuitori nu este cunoscută apartenența etnică.